# Civezza
Civezza (im Ligurischen: Sivéssa) ist eine norditalienische Gemeinde mit 637 Einwohnern (Stand 31. Dezember 2024) in der Region Ligurien, politisch gehört sie zur Provinz Imperia.

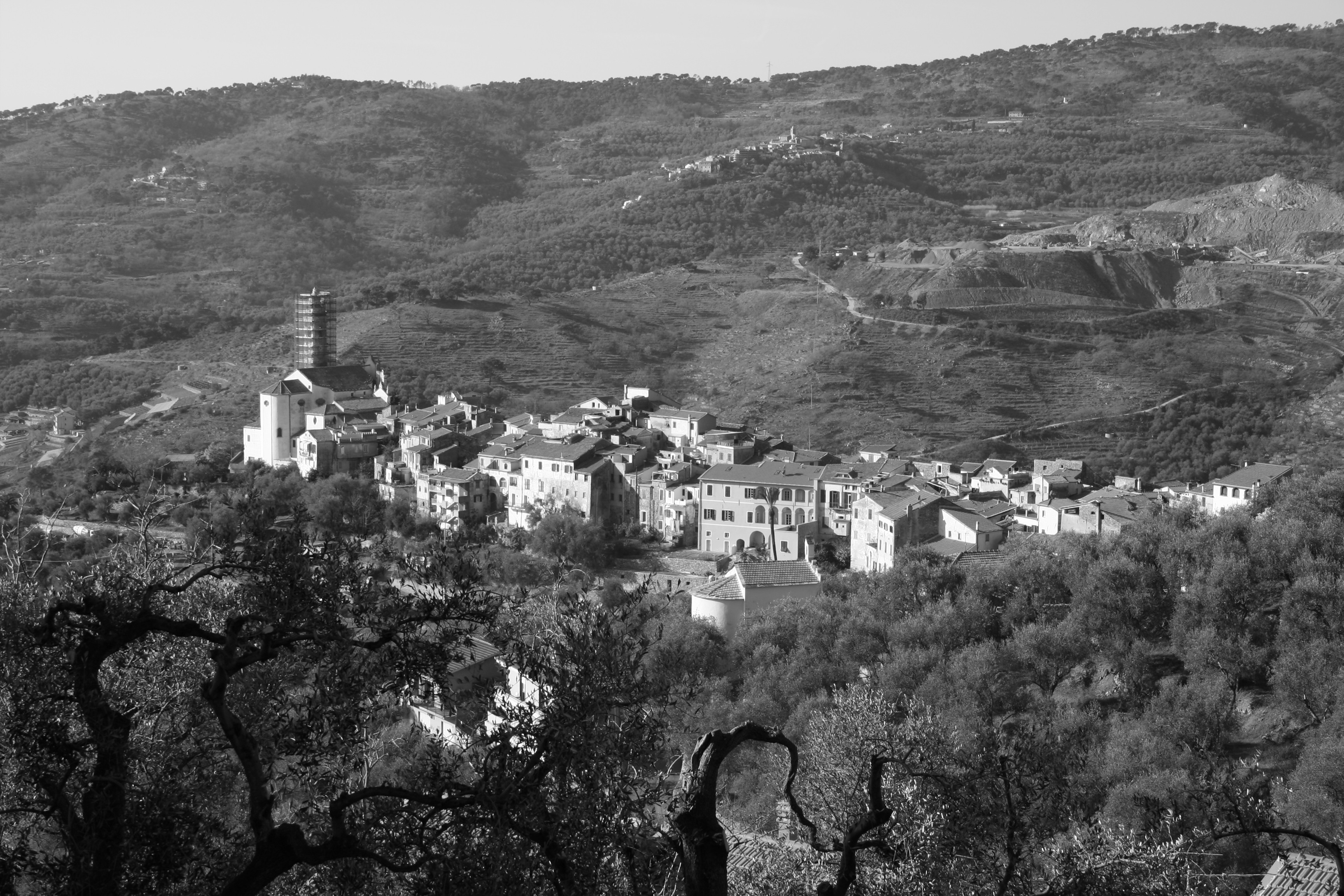
Altes Foto von Civezza

## Geographie
Civezza liegt auf dem Kamm eines Hügels im Hinterland der Riviera di Ponente, hinter zwei Tälern. Die Gemeinde ist circa 11 Kilometer von der Provinzhauptstadt Imperia entfernt und grenzt mit seinem Territorium an jenes von Imperia.
Poggi ist, mit zwei Kilometern Entfernung, die nächste Siedlung Civezzas zu Imperia. Vom Ligurischen Meer ist die Gemeinde circa vier Kilometer entfernt. Trotz dieser Nähe zum Mittelmeer ist das, auf einer Höhe von 222 Metern liegende Civezza stark von den Ligurischen Alpen geprägt. Der höchste Berggipfel in der Umgebung gehört mit seinen circa 1150 Metern zum Monte Faudo.
Civezza ist 40 Kilometer von der französischen Grenze und 52 Kilometer vom Fürstentum Monaco entfernt.
Auf dem Gemeindeland verlaufen einige, das Jahr über weitestgehend ausgetrocknete Wasserläufe. Erwähnenswert ist hier der Fluss Lavarghetto. Bemerkenswert ist auch die ausgeprägte Verbreitung der Olivenbäume auf den Hügeln im Umkreis von Civezza.
Nach der italienischen Klassifizierung bezüglich seismischer Aktivität wurde die Gemeinde der Zone 2 zugeordnet. Das bedeutet, dass sich Civezza in einer seismisch moderat bis stark aktiven Zone befindet.

## Klima
Die Gemeinde wird unter Klimakategorie D klassifiziert, da die Gradtagzahl einen Wert von 1657 besitzt. Das heißt, die in Italien gesetzlich geregelte Heizperiode liegt zwischen dem 1. November und dem 15. April für jeweils 12 Stunden pro Tag.